# ガブリエーレ・サンティーニ
ガブリエーレ・サンティーニ（Gabriele Santini, 1886年4月16日 - 1964年11月13日）は、イタリア出身の指揮者。
ペルージャの生まれ。地元とボローニャの音楽院で学び、1906年にローマのコスタンツィ劇場で指揮者デビューを果たした。その後、アルトゥーロ・トスカニーニやジノ・マリヌッツィらのアシスタントを務め、テアトロ・コロンやニューヨークのマンハッタン歌劇団等で指揮をした。1925年から1929年までトスカニーニ指揮下のスカラ座で副指揮者を務め、1929年からローマ歌劇場の指揮者となった。1944年には同歌劇場の音楽監督に昇格し、1947年まで在任した。その後もローマ歌劇場を中心に指揮活動を展開し、1960年からはスカラ座にも度々登板した。
新作オペラの上演にも積極的に取り組み、その中には、ジャン・カルロ・メノッティの《アメリア舞踏会に行く》(1938年サンレモに於けるイタリア初演)、フランコ・アルファーノの《医師アントニオ》(1954年ローマに於ける世界初演)、ダリウス・ミヨーの《クリストフォロ・コロンボ》(1954年ローマに於けるイタリア初演)などがある。
ローマでジャコモ・プッチーニの《トスカ》を録音中に倒れ、そのまま亡くなった。

## 註
1. ↑   "Santini Dies in Roma", Billboard 76(48), Nielsen Business Media, Inc., November 28 1964, p.50.

| スタブアイコン | サブスタブ | この項目は、まだ閲覧者の調べものの参照としては役立たない、人物に関連した書きかけの項目です。この項目を加筆・訂正などしてくださる協力者を求めています（P:人物伝/PJ:人物伝）。 |